# Circuit intégré 7413

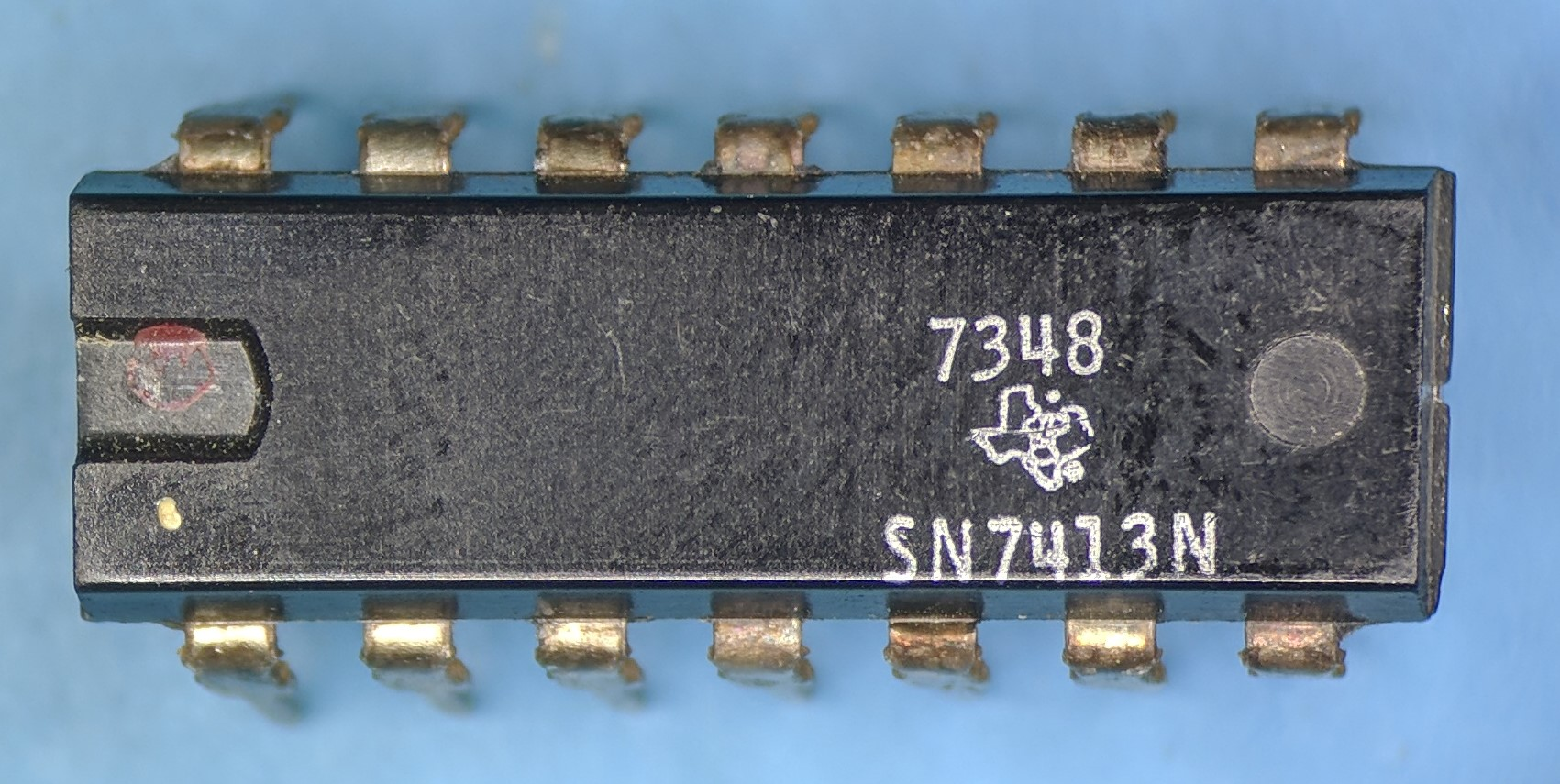
Circuit intégré 7413 (Texas Instruments SN7413N)

Brochage

Die d'un 7413

Le circuit intégré 7413 fait partie de la série des circuits intégrés 7400 utilisant la technique TTL.
Ce circuit est composé de deux portes logiques indépendantes NON-ET à quatre entrées avec trigger de Schmitt.